# Out of the Cellar
Out of the Cellar es el álbum debut de la banda de glam metal Ratt, lanzado en 1984 por el sello Atlantic Records. Hasta ahora sigue siendo el disco más exitoso de la banda, el cual obtuvo el puesto #7 en los Billboard 200 y que en 1991 alcanzó triple disco de platino en los EE. UU.
El disco en un principio vendió más que el Shout at the Devil de sus rivales amistosos Mötley Crue, lanzado unos meses antes. y es considerado pieza clave del movimiento glam de los años ochenta. En este álbum incluye una versión regrabada de "Back for More", una canción que originalmente apareció en el Ratt EP. "In Your Direction" era una canción que escribió Pearcy cuando la banda solía llamarse Mickey Ratt, "Im Insane" y "Scene of the Crime" fueron canciones que Crosby escribió antes de incorporarse a la banda. En el 2008, "Round and Round" y "Im Insane" fueron presentados en The Wrestler.
"Wanted man" era coescrita por el bajista Joey Cristofanilli, quien brevemente fue sustituido por Juan Croucier, que era también un miembro de Dokken en el momento.
La modelo de la portada del álbum es Tawny Kitaen (expareja sentimental de Robbin Crosby), quien también fueron sus piernas las cuales fueron fotografiadas para el Ratt EP anterior a este disco, Tawny Kitaen se hizo muy conocida por sus apariciones en los videos musicales de Whitesnake. A medida que fue novia de mucho tiempo el guitarrista Robbin Crosby en ese momento, ella también apareció en el video musical de "Back for More".

## Lista de canciones
| N.º | Título                  | Escritor(es)                | Duración |  |
| 1.  | «Wanted Man»            | Cristofanilli,Crosby,Pearcy | 3:37     |  |
| 2.  | «You´re in Trouble»     | Crosby,Pearcy,De Martini    | 3:16     |  |
| 3.  | «Round and Round»       | Crosby,Pearcy,De Martini    | 4:22     |  |
| 4.  | «In Your Direction»     | Pearcy                      | 3:30     |  |
| 5.  | «She Wants Money»       | Croucier                    | 3:04     |  |
| 6.  | «Lack of Communication» | Croucier,Pearcy             | 3:52     |  |
| 7.  | «Back for More»         | Crosby,Pearcy               | 3:42     |  |
| 8.  | «The Morning After»     | Crosby,Pearcy,De Martini    | 3:30     |  |
| 9.  | «I'm Insane»            | Crosby                      | 2:54     |  |
| 10. | «Scene of the Crime»    | Crosby,Croucier             | 4:54     |  |

## Músicos
- Stephen Pearcy: voz
- Warren DeMartini: guitarra líder
- Robbin Crosby: guitarra rítmica
- Juan Croucier: bajo
- Bobby Blotzer: batería